# میرگل‌خان نصیر
میرگل‌خان نصیر، معروف به ملک‌‌الشعرای بلوچستان (به انگلیسی: Mir Gul Khan Naseer) سیاست‌مدار، شاعر، مورخ و روزنامه‌نگار اهل بلوچستان بود. . بیشتر آثار او به زبان بلوچی است، اما به زبان‌های انگلیسی، اردو، و فارسی نیز می‌نوشت.

## زندگی
او در ۱۴ مه ۱۹۱۴ در یک خانواده بلوچ در نوشکی در زمان راج بریتانیا به دنیا آمد. پدرش حبیب خان نام داشت و نام مادرش «بی بی هوران» بود.
او برای ادامه تحصیل به کویته رفت و سپس برای ادامه تحصیلات عالی به لاهور رفت. در سال ۱۳۳۱ به همراه عبداللهان جمال الدینی و غلام‌محمد شاهوانی «بلوچی زبانی دوان» (دیوان یا گروه) را تأسیس کرد.
سال ۱۹۵۳ که برای اولین بار، به نحوهٔ نگارش و دستور زبان در مجلس چاپخانه بلوچی، در جلسهٔ «بلوچی زبان ءِ سرچمگ (کراچی) توجه جدی شد، وی نفش مؤثری در این زمینه داشت.
او اولین شاعر مدرن بلوچی است که مردم ستمدیدۀ خود را به حق آزادی و تعیین سرنوشت خود آگاه کرد.
میرگل‌خان نصیر از سال ۱۹۶۲ تا ۱۹۷۰ حدود ۵ تا ۶ بار به زندان رفت. در نتیجۀ مبارزات حزب ملی عوامی در این دهه، کنار گذاشته شد و بلوچستان به وضعیت یک استان رسید.
نصیر از سال ۱۹۳۹ تا ۱۹۷۸ چندین بار به اتهامات مختلف دستگیر شد که همگی مربوط به سیاست بود. او مجموعاً نزدیک به ۱۵ سال از زندگی خود را در زندان گذراند.

## خدمات ادبی
نصیر به زبان‌های انگلیسی، اردو، بلوچی، براهویی و فارسی شعر می‌نوشت. بیشتر اشعار او به زبان بلوچی است. او با فیض احمد فیض دوستی نزدیکی بود. یک بار فیض پیشنهاد ترجمۀ اشعار میرگل‌خان را به اردو داد اما او این پیشنهاد را رد کرد. بیشتر اشعار اردو نصیر بین سال‌های ۱۹۳۳ تا ۱۹۵۰ سروده شده‌است و تا به امروز هیچ چاپی از شعرهای اردوی او وجود نداشته‌است.

## جوایز
گل‌خان نصیر پس از مرگش در سال ۲۰۰۱ جایزه ستاره امتیاز (جایزۀ رئیس‌جمهور) را به خاطر خدمات ادبی خود دریافت کرد.
در سال ۱۹۶۲، زمانی که دولت اتحاد جماهیر شوروی تصمیم گرفت به فیض احمد فیض جایزه لنین اعطا کند، آن‌ها نیز می‌خواستند این جایزه را به گل‌خان نصیر اهدا کنند، اما به دلیل اختلافات میرگل‌خان با رژیم ایوب‌خان (رئیس جمهور وقت پاکستان) آن زمان، به او اجازۀ رفتن به مسکو را ندادند.[۱۴]

## تالیفات پس از فوت
- Gulgaal (1993)
- Shanblaak (1996)

## وفات
او در ۶ دسامبر ۱۹۸۳ در بیمارستان خاورمیانۀ کراچی بر اثر بیماری مزمن درگذشت. او را در یک موکب عظیم به روستای خود، نوشکی بازگرداندند. در ۷ دسامبر ۱۹۸۳ در قبرستان روستایش به خاک سپرده شد. مراسم تشییع جنازۀ او با حضور گستردۀ مردم برگزار شد.

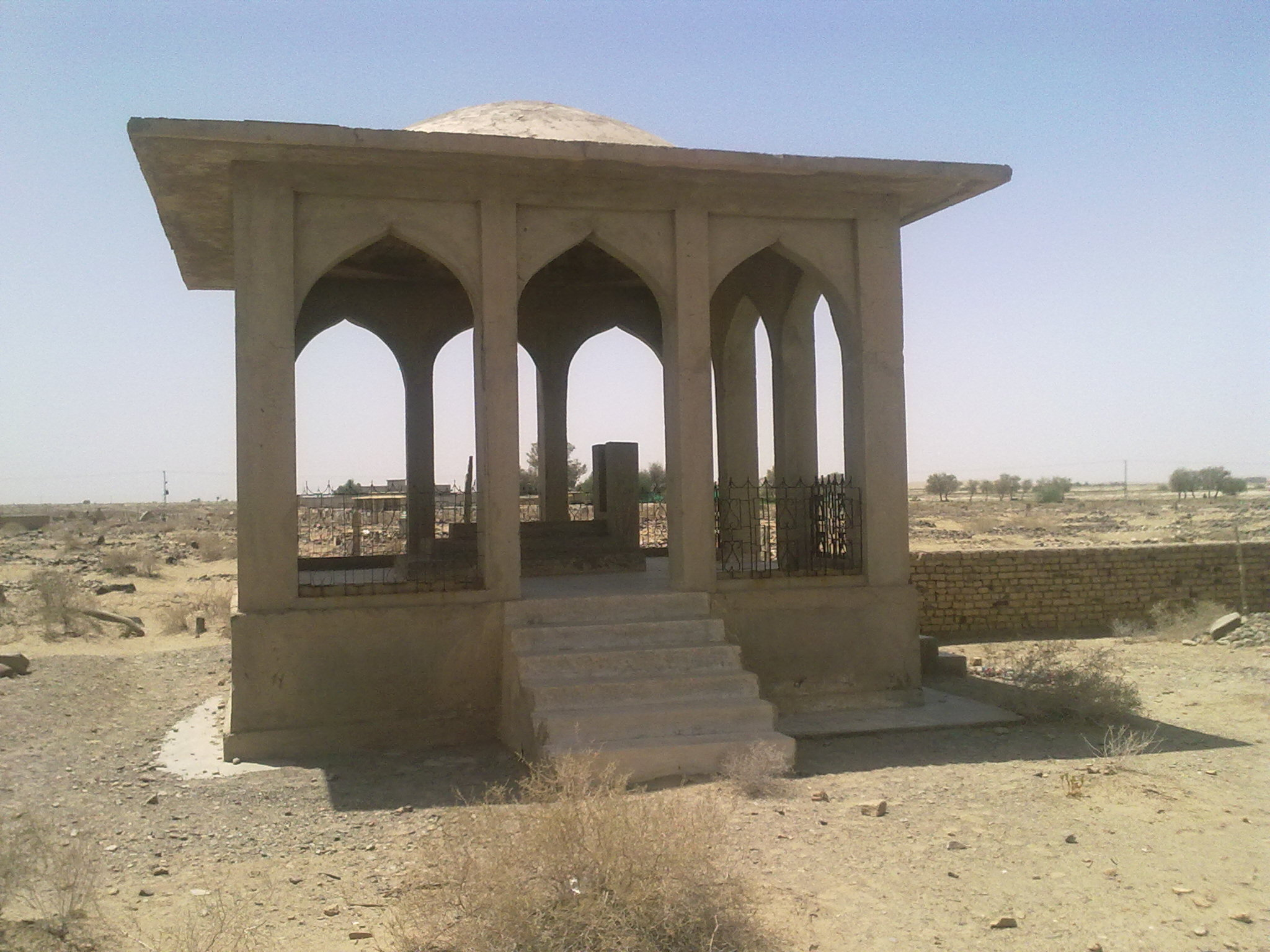
آرامگاه میر گل خان نصیر در نوشکی.